# (1730) Marceline
(1730) Marceline – planetoida z pasa głównego asteroid okrążająca Słońce w ciągu 4 lat i 237 dni w średniej odległości 2,78 au. Została odkryta 17 października 1936 roku w Observatoire de Nice przez Margueritte Laugier. Nazwa planetoidy pochodzi od imienia bohaterki noweli Immoralista André Gide. Przed nadaniem nazwy planetoida nosiła oznaczenie tymczasowe (1730) 1936 UA.